# 미스김 (가수)
미스김(2001년 3월 8일 ~ )은 대한민국의 트로트 가수이다.

## 생애
2001년 3월 8일 해남군에서 태어났다.
풍납초등학교, 풍납중학교, 화원고등학교를 다녔다.
미스트롯3에서 4등에 들어서 TOP7에 진출했다.

## 학력
- 서울풍납초등학교
- 풍납중학교
- 화원고등학교

## 방송
- 2023년 TV조선 《미스트롯3》 (2023) - Top7(4위)
- 2024년 TV조선 《미스쓰리랑》
- 2025년 TV조선 《트롯 올스타전 수요일 밤에》

## 수상
- 2023년 전국노래자랑 최우수상 수상